# Stadionul Toyota
Stadionul Toyota este un stadion cu acoperiș retractabil din  Toyota, Prefectura Aichi, Japonia. Are o capacitate de 45.000 de locuri.